# Крижанівська Людмила Дмитрівна
Людми́ла Дми́трівна Крижані́вська (нар. 29 вересня 1908, містечко Янівка Одеського повіту Херсонської губернії, нині селище Іванівка Одеської області — пом. 1998, Одеса) — українська радянська співачка (ліричне сопрано), заслужена артистка УРСР (1946).

## Життєпис
Початкову освіту здобула в земській школі. 1926 року поступила в Одеську музпрофшколу, а через три роки — в Одеський музично-драматичний інститут (клас професора В. О. Селявіна), який закінчила 1932 року.
1932—1956 — солістка Одеського театру опери та балету.
Виступала з концертами, виконуючи твори К. Данькевича, М. Мусоргського, О. Бородіна, П. Чайковського, Ф. Шуберта та ін.
Виступала на сценах Львова, Києва, Москви. Була партнеркою Лемешева, Козловського, Паторжинського, Литвиненко-Вольгемут.
1956 року завершила виступи через важку хворобу.

## Партії
- Оксана («Запорожець за Дунаєм» С. Гулака-Артемовського)
- Наталка («Наталка Полтавка» М. Лисенка)
- Тетяна («Євгеній Онєгін» П. Чайковського)
- Тамара («Демон» А. Рубінштейна)
- Марфа («Царева наречена» М. Римського-Корсакова)
- Маша («Дубровський» Е. Направника)
- Баттерфляй, Мімі, Турандот («Мадам Баттерфляй», «Богема», «Турандот» Дж. Пуччіні)
- Марґарита («Фауст» Ш. Ґуно)
- Наталя («Тихий Дон» І. Дзержинського)
- Недда («Паяци» Р. Леонкавалло)
- Чіо-Чіо-сан («Мадам Баттерфляй» Пуччіні)